# 새마을재단
새마을재단은 경상북도가 설립한 비영리기관으로, 새마을운동의 경험을 공유해달라는 국제사회의 요구에 부응하기 위해 2012년 11월 1일 설립되었다. 본부사무소는 경상북도 구미시 새마을운동테마공원 내에 위치하고 있다.새마을재단은 대한민국의 새마을운동을 전세계에 공유하여 국민과 인류의 행복에 기여한다는 사명을 바탕으로 새마을시범마을 조성사업, 새마을연수사업, 글로벌청년새마을지도자 파견사업, 새마을 해외봉사단 파견사업등의 사업을 수행하고 있다. 새마을재단은 국내 본부사무소 뿐만 아니라 해외에도 사무소를 두고 있다.

## 주요사업

### 새마을시범마을 조성사업
새마을시범마을 조성사업은 5년에 걸쳐 진행되는 지역개발 사업으로 현지 주민들, 관계기관들과 함께 마을발전은 이루어가는 사업으로 특히 마을주민의 자발적인 참여와 현지정부의 적극적인 지원이 필수적이다.
사업기간동안 재단에서 파견된 장기봉사단원들이 현지 마을에 거주하며 마을주민, 현지 공무원과 함께 사업을 추진한다. 이 장기봉사단원들은 2018년까지는 한국국제협력단(KOICA)와 함께 새마을리더해외봉사단이라는 이름으로 파견되어 사업을 실시했고, 이후 글로벌청년새마을지도자라는 이름으로 파견되고 있다.

### 새마을연수
새마을시범마을 조성사업과 연계하여 새마을시범마을 조성사업 국가의 공무원과 마을주민들을 국내로 초청하여 연수를 진행하거나 해당 국가로 재단 직원 및 강사를 파견하여 현지에서 직접 연수를 진행한다. 현재 새마을재단의 사업범위가 해외뿐만 아니라 국내사업으로 확장됨에 따라 내국인(공무원, 청소년 등)을 대상으로 새마을운동의 리더십, 역사 등을 교육하고 있다.

### 새마을국제포럼
매년 새마을운동과 새마을세계화사업의 미래 방향설정을 위해 국제기구, 각국 정부관계자, 대학 및 유관기관 전문가들을 초청하여 새마을국제포럼을 진행하고 있다. 새마을국제포럼에 참석한 주요인사로는 반기문 前 유엔사무총장(2019 새마을국제포럼) 등이 있다.

### 국제기구 협력사업
의외로 새마을운동은 대한민국보다 해외에서 더 많은 관심을 가지고 있다. 특히 아프리카개발은행(AfDB), 국제농업개발기금(IFAD)에서 새마을운동을 식량문제 해결책 중 하나로 생각하고 있다.
새마을재단은 AfDB를 통해 토고에서 생활환경 개선사업, 소득증대사업을 수행했으며 현지연수 등의 사업을 진행하고 있다. 또한 IFAD의 코트디부아르 농민 의식개혁 및 역량강화, 소득증대 사업자로 참여할 것을 요청받아 코트디부아르 사무소를 설치하고 활발히 사업중에 있다.

### 해외봉사활동
해외봉사활동은 크게 장기봉사활동과 단기봉사활동으로 구분된다.
장기봉사활동은 글로벌청년새마을지도자라는 이름으로 6개월 이상 파견되어 새마을시범마을에 직접 파견되어 마을을 조성하게 된다. 이 장기봉사자들은 향후 국제개발협력 전문가로의 커리어를 쌓을 수 있어 국제개발협력분야에서 경력개발에 유리하다. 단 파견되는 곳은 대체로 오지가 많아 가벼운 마음으로 파견신청을 했다가 적응에 실패하는 경우가 종종 있으므로 지원자들은 파견예정국가를 잘 조사해보고 미리미리 그 국가에 대해 공부하는 것이 좋다.
다음으로 단기봉사활동은 대학생과 경북도민을 대상으로 6월~9월 사이에 단기봉사활동 신청을 받는다. 파견 국가는 새마을재단의 해외사무소가 있는 국가로 정해지며, 매해 조금씩 바뀐다. 1주일 정도의 기간동안 시범마을에 파견되어 마을회관 도색·어린이 대상 위생교육 등 마을에 필요한 활동을 직접 수행한다.

## 해외사무소
새마을재단은 현재까지 총 16개국에서 새마을세계화사업을 수행했으며 그 중 현재 운영되고 있는 해외사무소는 아래와 같다.

### 아프리카 권역

#### 르완다사무소
르완다 카모니에 사무소를 두고 있으며 코아말레카 마을, 코우비테 마을, 키가라마 마을, 무심바 마을, 기호궤 마을에서 사업을 수행하고 있다.

#### 세네갈사무소
세네갈 음보로비란에 사무소를 두고 있으며 딸바흘레 마을, 돔보 알라르바 마을, 멩겐보이 마을, 음보로비란 마을에서 사업을 수행하고 있다.

#### 코트디부아르사무소
코트디부아르 아비장에 사무소를 두고 있으며 클로스람보 마을, 응가따사까수 마을, 쌍골리 마을, 엔조꼬쑤 마을에서 사업을 수행하고 있다.

#### 나이지리아사무소
나이지리아 라고스에 사무소를 두고 있으며 라따와 마을, 마케라 마을에서 사업을 수행하고 있다.

#### 중앙아프리카공화국사무소
중앙아프리카공화국 방기에 사무소를 두고 있으며 파타 마을, 부알리포스 마을, 욤보 마을에서 사업을 수행하고 있다.

### 아시아 권역

#### 라오스사무소
라오스 비엔티안에 사무소를 두고 있으며 타드아싱홈 마을, 돈방포 마을, 막히아오 마을, 농사이 마을, 팍쿠앙 마을에서 사업을 수행하고 있다.

#### 베트남사무소
베트남 호찌민 시에 사무소를 두고 있으며 푸남 마을, 모다오 마을, 짝포 마을, 타이라이 마을, 떤꾸이로 마을, 빈푹수언 마을 등에서 사업을 수행하고 있다.

#### 스리랑카사무소
스리랑카 콜롬보에 사무소를 두고 있으며, 피티예가마 마을, 헤와디웰라 마을, 왈폴라 마을, 파할라가마 마을에서 사업을 수행하고 있다.

#### 인도네시아사무소
인도네시아 욕야카르타에 사무소를 두고 있으며 딴중왕이 마을, 블레베란 마을, 뽄종 마을에서 사업을 수행하고 있다.

## 역대 기관장

### 역대 이사장
- 초대 박종광 (2012~2018)[2]
- 2대 신재학 (2018~2021)[3]
- 3대 이종평 (2021~2022)[4]
- 4대 이철우 (2022~)[5]

### 역대 대표이사
- 초대 이지하 (2013~2018)[6]
- 2대 장동희 (2018~2021)[7]
- 3대 이승종 (2022~)[8]

## 기타
- 2022년 5월 윤석열 대통령의 취임식에 참석차 대한민국을 방문했었던 중앙아프리카공화국의 포스탱아르샹주 투아데라 대통령이 아프리카 대륙에서 활발히 진행되고 있는 새마을세계화사업을 중앙아프리카공화국에 도입하고자 직접 새마을재단을 방문했다.

- 본래 새마을세계화재단이라는 이름으로 설립되어 2022년 5월부터 새마을재단으로 명칭이 변경되었다.